# غريغ أبوت
غريغ أبوت (بالإنجليزية: Greg Abbott )‏ (و. 1957  م) هو محامي، وسياسي، وقاضي أمريكي، ولد في ويتشيتا فولز، هو عضوٌ في الحزب الجمهوري.

## مناصب
تولى منصب حاكم ولاية تكساس (منذ 20 يناير 2015)، وTexas Attorney General ‏ (2 ديسمبر 2002–5 يناير 2015).

## التعليم
تعلم في جامعة تكساس في أوستن، وDuncanville High School ‏، وكلية الحقوق في جامعة فاندربيلت ‏.